# Hundgård
Hundgård är en inhägnad plats utomhus där hundar får gå fritt.
En hundgård kan finnas på en bostadstomt men det kan även finnas på andra ställen som på ett hunddagis.
I hundgården måste vatten finnas tillgängligt, hunden ska kunna välja om den vill vistas i solen eller i skuggan. Det ska finnas en hundkoja eller annat utrymme inomhus som skyddar mot olika väderförhållanden och en plats upphöjd från marken som hunden kan ligga på.
Hunden måste rastas utanför hundgården minst en gång per dag. 
Det finns regler kring storleken på hundgården. Måtten är beroende på hundarnas mankhöjd och hur många hundar som kommer vistats i gården.
I Sverige är det jordbruksverket som bestämmer vilka regler som gäller.